# Szilárd Leó

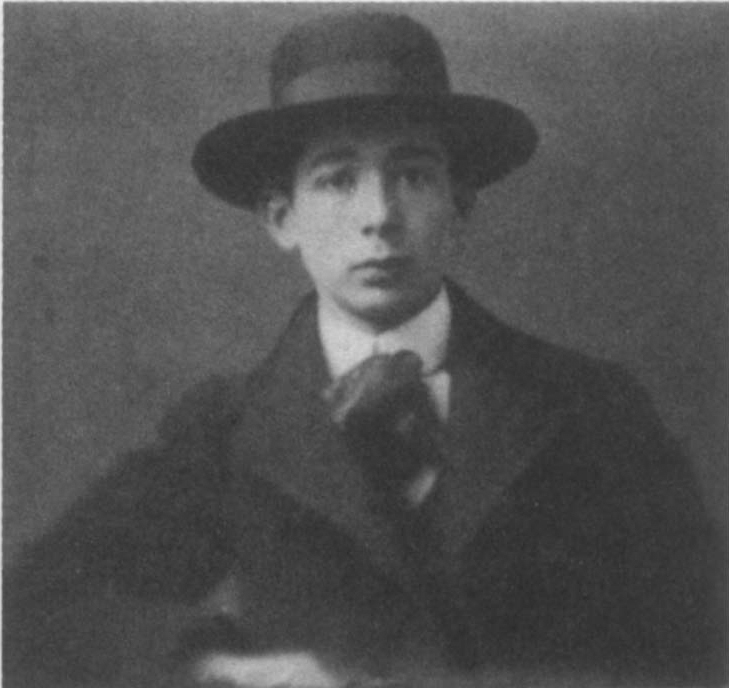
Szilárd Leó 18 évesen

Szilárd Leó (született Spitz Leó) (Budapest–Terézváros, 1898. február 11. – La Jolla, Kalifornia, 1964. május 30.) magyar és amerikai fizikus és feltaláló. Ő volt az első fizikus, aki felismerte, hogy a nukleáris láncreakció (és ezzel az atombomba) létrehozható.
Mivel félelmetes lehetőségnek tartotta, hogy először esetleg Németország fejlessze ki az atombombát, Szilárd Leó meggyőzte Albert Einsteint: írjon levelet Franklin D. Rooseveltnek, hogy ebben nekik kell elsőnek lenniük. Tevékenyen részt vett az erre irányuló Manhattan tervben, ám később megbánta ezen törekvéseit, hiszen sok más amerikaihoz hasonlóan már az atombomba bevetése előtt látta, hogy a világháború a Szovjetunió Japán elleni beavatkozása következtében egyébként is gyorsan véget érne.[forrás?]

## Fiatal évei

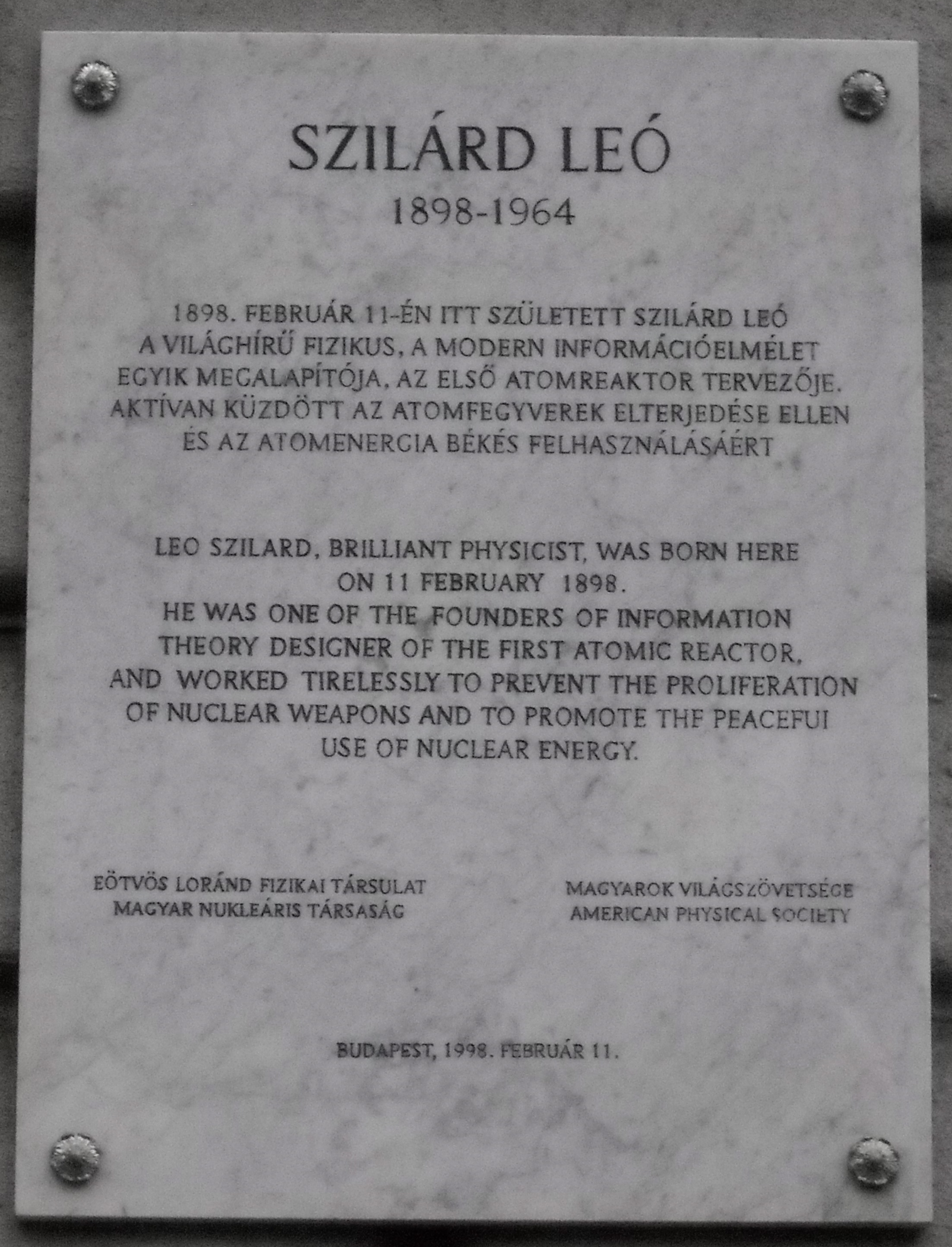
Szilárd Leó emléktáblája szülőházán, a Bajza utca 50. szám alatt

Spitz Leó néven született egy középosztálybeli zsidó család első gyermekeként 1898. február 11-én, Budapesten, a Bajza utca 50. sz. alatt. (Az azonos vezetéknevű Szilárd Béla radiológus Mezőberényben született Steiner néven, nem rokona Szilárd Leónak.) A műszaki és tudományos fellendülés korában jött a világra, mikor az emberek elégedettek voltak a civilizáció vívmányaival. Édesapja, Spitz Lajos sikeres mérnök volt. Édesanyja Vidor Tekla volt, Vidor Zsigmond orvos lánya és Vidor Emil műépítész testvére. A család Spitzről Szilárdra történő névváltoztatását a belügyminiszter 1900. október 4-i 104 484 sz. rendelete engedélyezte. Vallásos családi háttere ellenére később agnosztikusnak tartották.
Leó koraérett gyermek volt. 13 éves korában elkezdett a fizika iránt érdeklődni. Húga, Szilárd Rózsi egyik visszaemlékezésében megemlíti, hogy mikor másik bátyja, Béla difteritiszt kapott, és el kellett tőlük különíteni, Leó összeeszkábált egy kis méretű, drót nélküli távíró berendezést, és a lakás egyik végében a leadót, a másikban a vevőt állította fel, és így beszélgettek testvérükkel.
1908-tól 1916-ig a VI. kerületi Reáliskolába járt Budapesten. Matematikai eredményeiért megkapta az Eötvös-érmet. Zavarta a politikai feszültség, és a fizikatanulásban nem látott megfelelő perspektívát. Úgy vélte, hogy Budapesten a fizikai ismeretekkel a legjobb esetben is csak középiskolai tanár lehet. Kacérkodott a kémiatanulás gondolatával (mondván, hogy az jól jöhet később, ha netán mégis sikerül fizikával foglalkoznia), de úgy ítélte, hogy abból se tudna tisztességesen megélni. Ezért végül a József Nádor Műszaki Egyetemre jelentkezett. Ebben közrejátszott, hogy (az Eötvös-érem dacára) úgy gondolta, matematikai ismeretei messze elmaradnak a jobb fizikusokéi mögött. Villamosmérnöknek tanult, de 1917-ben behívták az Osztrák–Magyar Monarchia hadseregébe. Gimnáziumi érettségije miatt eleve tiszti iskolába került, és lovassági kiképzést kapott. Életét egy véletlen mentette meg: szabadságot kért, hogy szüleivel lehessen, amíg öccsét operálják, és közben maga is megbetegedett – amint kiderült, az övé volt a spanyolnátha egyik legelső magyarországi esete. Ezután „családi kapcsolatokkal” sikerült elérnie, hogy néhány héttel később tartalékos állományba helyezzék, majd leszereljék az első világháború vége felé. Nem sokkal ezután alakulatát a frontra küldték, ahol súlyos harcokban ezredének legtöbb tagja elesett.
1919 nyarán öccsével útlevelet kért a Tanácsköztársaságtól, hogy Berlinbe költözhessenek. Az okmányt augusztus elején kapták meg, de addigra a Tanácsköztársaság összeomlott, és az egész procedúrát meg kellett ismételniük immár Horthy hivatalnokaival – karácsony tájékán aztán végre sikerült elutazniuk.

## Németországban
Berlinben tanulmányait folytatva a Műszaki Egyetemre (Technische Hochschule) iratkozott be, de teljesen Albert Einstein, Max von Laue, Erwin Schrödinger, Walter Nernst és Fritz Haber bűvkörébe került – ők ekkoriban Berlinben tanítottak. Hatásukra átnyergelt gyermekkori kedvencére, a fizikára. 1921-ben abbahagyta műszaki tanulmányait, és átiratkozott a Berlini Egyetemre. Barátja, Wigner Jenő ekkor vegyészmérnöknek tanult ugyancsak Berlinben, a Műszaki Főiskolán, így tanúja volt Szilárd átjelentkezésének, amiről a következőképpen számolt be:
Mihelyt rájött, hogy mindenek fölött a fizika érdekli, Szilárd a rá jellemző közvetlenséggel egyszerűen bemutatkozott Albert Einsteinnek – és rávette az igen kevés kurzust tartó Einsteint, hogy indítson egy statisztikus mechanikai szemináriumot. Emellett Max Planck érdeklődését is sikerült felkeltenie. Max von Laue nemcsak felvette relativitáselmélet kurzusára, de a diplomamunkájának is konzulense lett. Szilárd gyakran hazakísérte Einsteint a folyóirat-olvasóból, és a nagy tudós szívesen beszélgetett az ifjú tehetséggel.
Ebben az időben a diákok általában négy évig jártak egyetemre, és utána készítették el szakdolgozatukat, aminek alapvető követelménye volt, hogy valóban eredeti legyen. Szilárd azonban alig hogy átjelentkezett a Berlini Egyetemre, már 1921 nyarán témát kért Max von Lauétól – aki egy meglehetősen homályos relativitáselméleti problémát adott neki. Szilárd fél évig rágódott a nem kellőképp meghatározott kérdésen különösebb eredmény nélkül, mígnem karácsony tájékán egyik hirtelen ötletrohamának hatására egészen más dologgal – a termodinamika az időben divatos két (fenomenológiai, illetve statisztikus) elméletének egyesítésével – kezdett el foglalkozni. Elmondta eredményeit Einsteinnek, aki nagy elismeréssel fogadta. Buzdításának hatására Szilárd végül elvitte A fenomenológiai termodinamika kiterjesztése fluktuációs jelenségekre című dolgozatát Lauénak (akitől nagyon tartott, mert ennek köze se volt a tőle kapott témához). Laue válasza rendkívül tömör volt: „A kéziratát mint doktori értekezést elfogadtam”.
1922 augusztusában cum laude doktorált. Posztdoktori munkáját a berlini Kaiser Wilhelm Intézetben kezdte el Hermann Markkal. Itt írta a „Kristályban szabálytalanul szóródó röntgensugarak” és „A röntgensugarak kristályban való polarizációja visszaverődéskor” címen tanulmányait. 1924-ben megkezdte 3 éves asszisztensi munkáját a Berlini Egyetem Elméleti Fizika tanszékén.
Korai dolgozatai közül számos foglalkozott soha el nem végezhető gondolati kísérletek logikai konzekvenciájával. 1927-től egyetemi magántanár lett, habilitáló cikkét a termodinamikai egyensúly Maxwell-démon dilemmájáról „Entrópiacsökkentés termodinamikai rendszerben intelligens lény hatására” címmel 1929-ben tette közzé. Ebben, korát messze megelőzve vizsgálja – és lényegében tisztázza –, az értelem információtermelő szerepének és a hőtan II. főtételének összefüggését, amit ma az informatika és az agykutatás kiindulópontjának, az információelmélet és a kibernetika előfutárának tekintenek. Neumann János jelentős mértékben erre épített a kvantummechanikai méréselmélet kidolgozásakor, Claude Shannon pedig információelméleti munkája kapcsán „kiindulási pont”-ként említi meg a tanulmányt.
1928-tól érdeklődése mindinkább a magfizika felé fordult. Ezt elősegítette, hogy a Vilmos Császár Fizikai Intézetben Lise Meitner igen eredményes kutatócsoportot hozott létre a radioaktivitás tanulmányozására.
1929-ben itt, Berlinben találkozott jövendőbeli feleségével, Gertrud Weiss orvosnővel. Tanársegédként, majd egyetemi magántanárként több elméleti fizika előadást tartott Erwin Schrödingerrel és Neumann Jánossal, valamint magfizikát és kémiát Lise Meitnerrel. 1932-ben az Egyesült Államokba látogatott és megkísérelt megszervezni egy tudományos bojkottot Japánnal szemben, tiltakozásul Japán Kínával szembeni agressziójára. A náci hatalomátvétel után, 1933 tavaszán távozott Németországból, és május elején megérkezett Angliába.

### Szilárd, a feltaláló
Anyagi helyzetét azzal stabilizálta, hogy 1925 és 1933 között több mint harminc szabadalmat nyújtott be; közülük nyolcat Albert Einsteinnel közösen. 1929-ben szabadalmaztatta a részecskegyorsítót, 1931-ben az elektronmikroszkópot, és Einsteinnel közösen egy új típusú hűtőszekrényt is, amelyet 1930. november 11-én szabadalmaztattak az Egyesült Államokban. Egyik nap ugyanis szörnyű tragédiáról olvastak az újságban: egy család megfulladt, mert éjszaka mérges gáz (kén-dioxid) szabadult ki jégszekrényük hibás szelepéből, amely beszivárogott a hálószobába. A tudósok ekkor kijelentették: találni kell valami olyan megoldást a szivattyúzásra, amely nem okozhat balesetet. Ennek kapcsán alkották meg az elektromágneses szivattyút. Ebben az volt újszerű, hogy nem tartalmazott könnyen meghibásodó forgóalkatrészt vagy dugattyút, hanem a folyékony fém elektromágneses továbbításával történt a hűtés. Remélték, hogy a felfedezés érdekelni fogja az AEG-t, s habár zajszintje miatt sosem lett belőle termék, az elvet hatékonyan használták 1942-ben az Amerikai Egyesült Államokban az atomreaktor fejlesztésénél, és ma is ezen az elven hűtik a tenyésztőreaktorokat.

### A Bund
Még gyermekként elhatározta, hogy valamiképp meg fogja mentetni a világot, és ez a tudomány iránti elkötelezettségénél is erősebb vezérelve maradt egész életében. Ez az eszme mozgatta akkor is, amikor az 1920-as évek derekán javaslatot tett a Bund – egyfajta élcsapatként működő társadalmi közösség – megalakítására. Tervezete szerint a Bund lett volna „az olyan emberek szövetsége, akik gondolkodását mélyen áthatja a vallásos érzés és a tudományos szemlélet… Ha meglenne az a varázslatos képességünk, hogy már igen fiatalon felismerjük a felnövekvő nemzedékek „legkiválóbb” egyedeit… képesek lennénk független gondolkodásra nevelni őket, és szoros közösségben oktatva őket létrehozhatnánk egy szorosan összetartó szellemi vezető osztályt, amely a maga erejéből lenne képes a folyamatos megújulásra”. Ennek az „osztálynak” a tagjait nem illette volna vagyon és dicsőség, viszont rendkívüli felelősséget kellett volna a vállukra venniük. Nemcsak azt tartotta lehetségesnek, hogy „egy ilyen csoportosulás informálisan, de hatékonyan befolyásolja a közéletet, de azt is, hogy akár a politikai rendszer részeként, a kormányzat és a parlament mellett, illetve a kormányzat és a parlament szerepében gyakoroljon közvetlen befolyást a közügyekre”. Úgy vélte, hogy egy harminc–negyven megfelelő emberből álló mag elegendő lenne a szervezett működés beindítására, de soha nem sikerült ennyi embert toboroznia, pedig az ötletet (új és új formában) élete későbbi szakaszában is többször elővette.

## Angliában
Első időszakában (1933. május–szeptember között) gyakorlatilag nem foglalkozott fizikával; minden erejével a Németországból kivándorolni kívánó zsidó tanárokat és kutatókat segítette. Ebben az időszakban kezdett először kacérkodni azzal a gondolattal, hogy a fizikáról át kellene nyergelnie a biológiára. Ezt 13 évvel később, 1946-ban tette meg.
1933 szeptemberében tartotta soros ülését a British Association for the Advancement of Science. A konferenciát beharangozó cikkben olvasott Szilárd Rutherfordnak ama véleményéről, hogy bár az atomok átalakíthatók egymásba és ezzel energiát szabadíthatunk fel, az azonban kevesebb, mint amennyiből gazdaságosan áramot termelhetnének, „aki az atom energiájának ipari arányú felszabadításáról beszél, az holdfényt kerget”. Ez annyira felpaprikázta Szilárdot, hogy kigondolt egy olyan berendezést, amely úgy bombázza neutronokkal az atommagot, hogy több energiát szabadít fel belőle, mint amennyit maga a neutron hordoz. Úgy vélte, hogy a kémiából már ismert láncreakció megfelelőjét az atomfizikában is meg lehet csinálni – ehhez mindössze találni kell egy olyan elemet, amely egy neutront elnyelve úgy hasad szét, hogy közben két neutront bocsát ki. Akkor még nem tudott ilyen elemről, de időről időre visszatért ehhez a gondolathoz.
Londonban T. A. Chalmersszel dolgozott együtt a St. Bartholomew Kórházban. A Szilárd-Chalmers folyamat, amit itt dolgoztak ki, nemcsak rendkívül érdekes és eredeti, hanem nagy a gyakorlati jelentősége a radioaktív preparatív technika szempontjából is. E folyamat tette lehetővé azt, hogy egy elemből neutron-besugárzással annak egy radioaktív izotópja majdnem hordozómentesen előállítható, és lényegében egyszerű fizikai, kémiai módszerekkel elkülöníthető.
Szilárd rengeteg menekült tudósnak szerzett állást az angol egyetemeken Hans Bethe segítségével, aki a következőket mondta róla: „Szilárd mindenütt feltűnt, ahol tudományos viták zajlottak, sokunknak úgy tűnt, hogy egyszerre akár több helyen is képes különös részecskék módjára materializálódni, majd újra eltűnni, hogy másutt, egészen váratlan helyen és időben újra felbukkanjon.” Szilárd rábírta Sir William Beveridge-et, hogy megalapítsa az Academic Assistance Councilt, egy szervezetet, melynek célja, hogy segítsen a náci Németországból elüldözött tudósoknak. Ebben a periódusban rengeteg szabadalmat nyújtott be és különböző vállalkozásokban vett részt, melyekből megélhetését biztosította (és állandó támadási felületet nyújtott kritikusainak).
Lord Ernest Rutherford és társai felfedezték, hogy az atom lényegében üres térből áll, mert az elektronok egy parányi atommag körül mozognak és a mag néhány ezerszer kisebb, mint maga az atom, ami általában stabil és változatlan, ám néhány esetben hirtelen szétesik és más kémiai elemmé alakul, ezt nevezik radioaktivitásnak. A radioaktív elemek atomjai közül rövid időn belül általában legfeljebb csak néhány bomlik el, a fizikusok azonban felismerték, hogy ha elegendően nagy számú atommagot sikerül egyidejűleg bomlásra késztetni, akkor egy hatalmas robbanás keletkezik, és mérhetetlen energia szabadul fel.
Akkoriban egyes fizikusok azt tartották, hogy a Nap energiáját is ilyen magreakciók (bomlás) adják. 1934-ben Londonban, a Royal Societyben Rutherford előadásában az atommag hatalmas energiájáról beszélt, de kijelentette, hogy az atomenergia gyakorlati felhasználása lehetetlen, mert a folyamatot a Földön nem lehet létrehozni. Az előadásról hazatartó Szilárd Leót azonban bosszantotta, hogy valamit megvalósíthatatlannak mondanak (más források szerint Szilárd nem vett részt az előadáson, csak a London Timesból értesült Rutherford véleményéről). Az általa is terjesztett történet szerint amikor később London belvárosában, a Southhampton Lane-en ballagva megállította egy piros lámpa, akkor ötlött eszébe a neutronok láncreakciója, mint az atomenergia kiszabadításának lehetősége. (Barátai tréfás megjegyzése szerint  ebben a legendában van némi szépítés, ugyanis Szilárd sosem állt meg a piros lámpáknál.) A gyakorlati megoldást a következőkben látta: ha lenne egy olyan kémiai elem, amely két neutront bocsát ki, miután elnyelt egy neutront, amely megfelelően instabil, akkor ezzel az elemmel létre lehet hozni a nukleáris láncreakciót, ha fel lehetne halmozni belőle a kritikus mennyiséget. Ez volt a későbbi atombomba-elmélet kiinduló receptje.
Felfedezése nemcsak felvillanyozta, hanem meg is rémítette. 1934-ben és 1936-ban két szabadalmat jelentett be a Brit Admiralitásnak. Egy nyilvánosat, melyben homályosan utal az energiatárolásra és egy titkosat, amely a bomba elvét írta le, azonban azt nem tudta, melyik elem képes ilyen láncreakciót létrehozni. Ezért 8000 fontot kért, hogy ebből a szempontból megvizsgálhassa a periódusos rendszer elemeit. Azt akarta kideríteni, hogy melyik elemnél következik be egy neutron hatására olyan magreakció, amely két neutron felszabadulását eredményezi, s így a szaporodó neutronok a magreakciók lavinaszerű áradatát idézik elő. A szabadalmi leírásban a neutronduplázó elem lehetőségeként a berilliumot, brómot és az uránt javasolta, és megemlítette, hogy az önfenntartó láncreakció csak egy kritikus tömeg felett lehetséges. Kérését azonban visszautasították és a pénzt nem kapta meg. Szilárd később kijelentette, hogy Nobel-díjat kellett volna kapnia, amiért nem végezte el a kísérletet, hiszen akkor pár évvel előbb születhetett volna meg maga az atombomba, s ez a tény megváltoztatta volna az egész emberiség történelmét.
1935-ben megkapta a menekültstátuszt és folytatta magfizikai kutatásait az oxfordi Clarendon Laboratoryban. Ekkor az irídiumra koncentrált, amely különös izotópaktivitást mutatott. Nem tudta meggyőzni kollégáit, Enrico Fermit sem, hogy az atomenergia gyakorlati felhasználása megvalósítható, és egyben igen veszélyes, ezért a kutatásokat ellenőrzés alá kell vonni. 1937-ben folytatta magfizikai kutatásait Oxfordban, és James Tuckkal egy elektrongyorsítót tervezett. Néhányszor járt az Egyesült Államokban az 1930-as évek közepén és fontolóra vette, hogy elhagyja Európát, mivel a háború lehetősége egyre inkább fenyegetett. 1938 szeptemberében a müncheni egyezmény idején (melyben a Szudéta-vidéket Anglia, Franciaország és Olaszország beleegyezésével egyszerűen Németországhoz csatolták) egy előadáson vett részt az Egyesült Államokban, s látva Anglia politikai gyengeségét Németországgal szemben, eldöntötte hogy New Yorkba költözik.

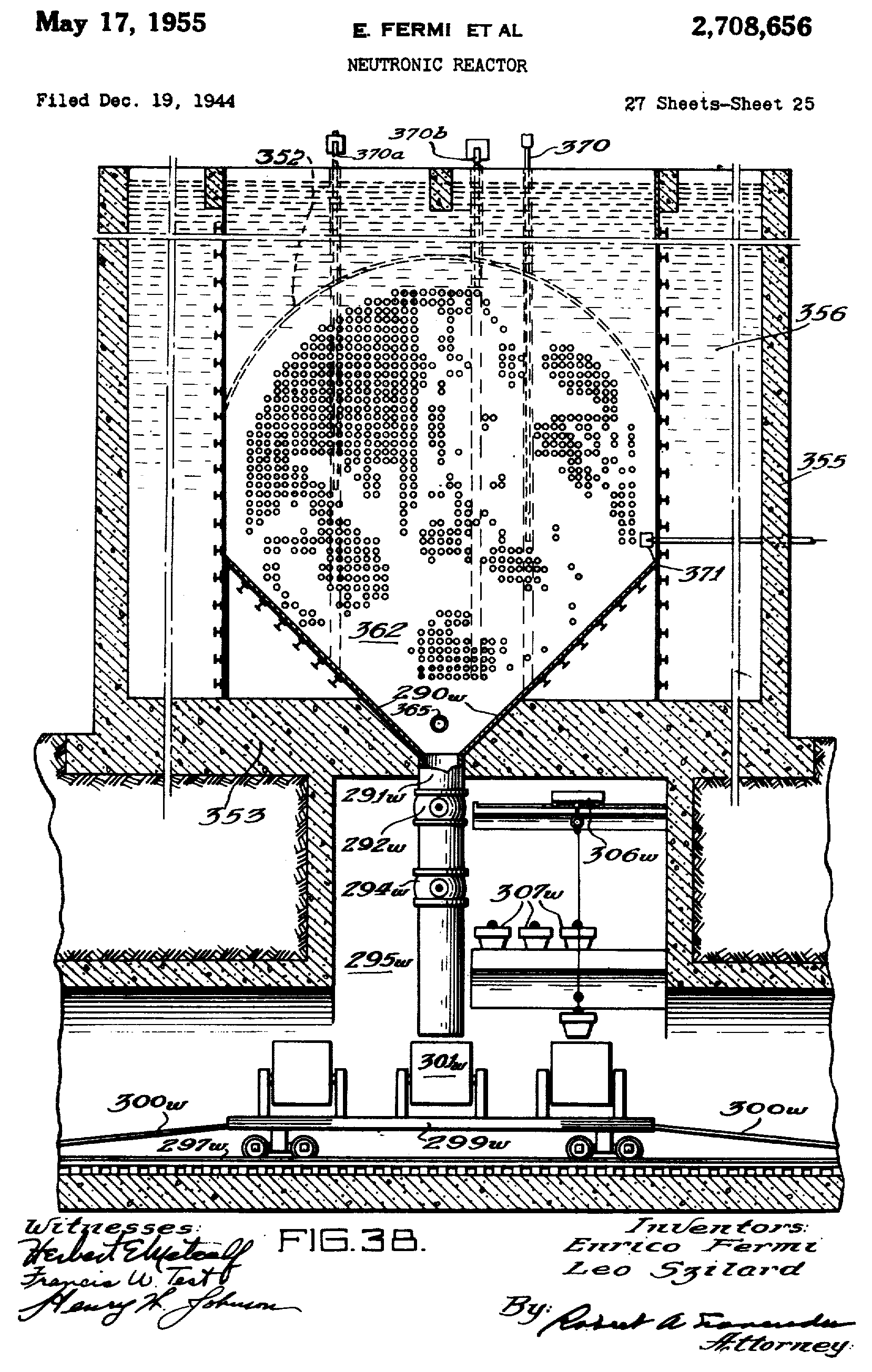
Fermi és Szilárd szabadalma a „neutronos reaktorra”

## Az Egyesült Államokban
New Yorkban a Columbia Egyetemen, a Pupin laboratóriumban Walter Zinn-nel dolgozott együtt a neutronemisszió kutatásában. Rájött, hogy az irídium nem alkalmas a láncreakcióhoz, és az uránt kezdte vizsgálni. 1939 januárjában itt érte a hír, hogy Németországban felfedezték: a neutrongazdag urán két könnyebb, feltehetően neutronszegényebb atommagra hasad szét. A német felfedezés háborúra gyakorolt feltételezett hatásáról Albert Einsteinnel közösen levelet küldött Franklin D. Roosevelt elnöknek (Einstein–Szilárd-levél). A hír hallatán ötlött fel benne a gondolat, hogy hátha így lesz egy neutronból kettő. Kutatásuk során felfedezték, hogy valószínűleg két gyors neutron szabadul fel maghasadás közben, és valószínűleg  az uránban jöhet létre láncreakció. Unszolására az urán-víz rendszer kísérletét Chicagóban Enrico Fermi és tőlük függetlenül Joliot-Curie is elvégezte, igazolva Szilárd sejtését. A háború előszelét megérezve Szilárd meg akarta akadályozni, hogy a felfedezést publikálják, de Joliot-Curie ellenezte ezt, s így az 1939 őszén napvilágot látott. Ekkor ajánlotta Szilárd az urán-grafit rácsot a nukleáris reaktor tervezéséhez. 1940-ben csupán 6000 dollárt kapott a kormánytól kutatásaira. Enrico Fermivel és Herbert Andersonnal bebizonyították, hogy a víz és urán-oxid rendszer egyik feltétele lehet az öntápláló láncreakciónak. Szilárd cikket írt „Divergens láncreakciók urán és karbon rendszerekben” címmel (a későbbiek folyamán ezt dolgozta ki részletesen az „A-55 jelentés”-ben a chicagói Metallurgiai Laboratórium (Metallurgical Laboratory) számára, amelyben az inhomogén térbeli elrendezésű urán-grafit reaktor rendszert taglalja),  amit 1940. február 16-án publikáltak a Physical Review-ban annak ellenére, hogy Szilárd kérte, a háború végéig a cikk ne jelenjen meg.
A második világháború közeledtével Szilárd egyre intenzívebben foglalkozott az atomelmélet fegyverként való megvalósításával. Ismert volt, hogy a német nukleáris kutatások előrehaladott állapotban vannak. Ezért úgy érezte, hogy kutatásaik eredményét vissza kell tartani a publikálástól. Szilárd, kollégáival, Wigner Jenővel és Teller Edével remélték, hogy pénzügyi támogatást kapnak az Amerikai Egyesült Államok kormányától és finanszírozzák a kutatás teljes költségét, s így bebizonyíthatják, hogy lehetséges nukleáris láncreakciót elindítani. Nagy nehezen meggyőzte Enrico Fermit, hogy a magfizikai láncreakció katonai lehetősége óriási. Mivel a legnagyobb uránlelőhely Belga Kongóban volt, ezért fel akarták hívni a belga kormány figyelmét ennek jelentőségére, és nem utolsósorban a német veszélyre. Wigner Jenő javaslatára kettesben meglátogatták Albert Einsteint. Miután Szilárd elmagyarázta neki a láncreakció lényegét, s mivel gyűlölte a nácizmust, magáévá tette az ügyet. A levelet németül Szilárd fogalmazta meg melyet postázott Einsteinnek. Einstein a levelet kijavítva vissza küldte, amit Wigner lefordított angolra, majd Teller Edével (Wigner ekkor Kaliforniában volt) Szilárd újra elment Einsteinhez, aki a leveleket aláírta (két levél készült, egy hosszabb és egy rövidebb). A leveleket 1939 augusztusában átadták Alexander Sachsnak, az elnök egyik barátjának azzal, hogy juttassa el Franklin D. Roosevelt elnökhöz. Ez a levél körvonalazta a láncreakció megvalósítását és annak nemzetvédelmi jelentőségét. A levél azonban csak októberben jutott el Roosevelthez, aki bizottságot állíttatott fel az ügy vizsgálatára.
1939. október 21-ére hívták össze az Uranium Committee („Uránbizottság”) első találkozóját, melyen Szilárd, Teller és Wigner vett részt, valamint Fred Loomis Mohler, Alexander Sachs és Richard Brooke Roberts. Megkérdezték tőlük, konkrétan milyen kutatásokat kellene végezni atombomba előállításához. Első lépésként 4 tonna grafitra és 50 tonna urán-oxidra volt szükségük, mert ezt akarták felhasználni az elnyelődés mértékének megmérésére.
Ez az első szállítmány 6000 dollárba került, és 1940. február 20-án érkezett meg. Ezzel indult be a Manhattan-projekt, amelyben a reaktortervezés Enrico Fermi és Szilárd Leó, a kémiai problémák megoldása Wigner Jenő, a matematikai számítások elvégzése pedig Neumann János feladata volt, sok más amerikai és emigráns tudóssal együtt. A finanszírozás mindig konkrét kutatásokra vonatkozott, amit szakmailag meg kellett indokolni. Végül a Manhattan-projekt nagyjából 2 milliárd dollárt emésztett fel (ami a többi háborús költségekkel összehasonlítva szerény összeg volt). A Manhattan-projektet Szilárd Fermivel közösen vezette, aki alapos tudós volt, míg Szilárd „csupán” remek ötleteivel állt elő. Kiegészítették egymást, de gyakran vitába is keveredtek emiatt. Az uránnal azonban nem ment minden simán, mert a neutronok csupán a könnyű uránt, az U235-öt hasították szét, a nagyobb mennyiségben jelen lévő többi atom viszont elnyelte azt, lelassítva, sőt megállítva a láncreakciót. Ezért az uránt grafittal vették körül, hogy ezzel lelassítsák a neutronok sebességét, melyek ezután nem nyelődnek el a nehéz uránban. Ez volt a láncreakció kulcsa. A németek is ugyanezzel próbálkoztak, de félretették a megoldást, mert arra a hibás eredményre jutottak, hogy a grafit elnyeli a neutronokat. Szilárd szerint azonban a problémát a grafit nem megfelelő tisztasága okozta, mivel a grafit gyártásakor használt bórtartalmú elektródok szennyeződést okoztak. 1941-ben az amerikai kormány minimális támogatással személyesen intézkedett a tiszta urán és a grafit előállításáról, mely elengedhetetlen volt a reaktor építéséhez. Szilárd vezetése alatt addig soha nem gyártott tisztaságú grafit készült Oak Ridge-ben.
Később rájöttek, hogy a tiszta grafit már nem nyeli el a neutronokat, de oly mértékben lelassítja a folyamatot, hogy bomba nem készíthető belőle, ezért két új módszert is kidolgoztak. Az egyik megoldás az volt, hogy elkülönítik a nehéz és a könnyű uránt, amely azután már alkalmas a láncreakcióhoz. Azonban ez az eljárás meglehetősen bonyolult volt ahhoz, hogy kellő eredményt érhessenek el vele. A másik módszer, hogy a grafitba ágyazódó urán lassú láncreakciója folytán hagyják, hogy a nehéz urán elnyelje a neutronokat. A neutronok az uránt néhány nap alatt egy másik hasadóanyaggá, plutóniummá alakítják át, amely könnyen kivonható és bomba készíthető belőle.
Szilárd 1942-ben Chicagóba költözött és 1942 februárjától 1946 júliusáig vezető fizikusként dolgozott Arthur Comptonnal a Chicagói Egyetem Metallurgiai Laboratóriumban (Metallurgical Laboratory). Ez a laboratórium lett az atombomba-fejlesztés, vagyis a Manhattan-projekt egyik vezető kutatóbázisa. Mivel a nemzetvédelmi kutatási osztály részeként működött a Manhattan-projekt, vezetőjének Leslie Groves tábornokot nevezték ki és ezzel katonai irányítás alá került a projekt. 1942. augusztus 29-én megkezdődött az atombomba előállításához szükséges gépek és alkatrészek gyártása az Oak Ridge völgyében, a titkos helyet Manhattan Districtnek nevezték. A nácik ekkor már felhagytak az atombomba-készítéssel, mert nem értek el megfelelő eredményeket, de az amerikaiak ezt még nem tudták.
1942. december 2-án, Fermi, Szilárd és munkatársai bemutatták az első nukleáris láncreakciót a Chicagói Egyetemen, a Stagg Fieldi amerikaifutball-stadion egyik lelátója alatt épült grafit reaktorblokkban. Méretei óriásiak voltak. A hatméteres atommáglya 45 000 grafittéglából és a közéjük ágyazott urán labdacsokból állt. Ez a sikeres kísérlet volt Szilárd atomelméletének gyakorlati igazolása.
A Manhattan terv közben Szilárd gyakran volt csalódott a kormány nehézkes adminisztrációs és biztonsági előírásai miatt. Mint más tudóst, aki beletemetkezett ebbe a projektbe, őt is nyugtalanította a hadsereg túlzott szerepe és befolyása. Rengeteg feljegyzés, ami ebből az időből származik, utal erre az aggodalmára. Az új fegyver előállításához egy szigorúan őrzött új-mexikói katonai területen, Los Alamosban került sor. Ide azonban Szilárd Leót már nem hívták meg, Chicagóban maradt. Befolyása csökkenni kezdett, háttérbe szorult, sőt kívülállóvá vált. Ebben nem kis szerepe volt Groves tábornoknak. Szilárdot bosszantotta, hogy ezt a tudományos kísérletsorozatot Groves egyfajta hadműveletnek tekinti. Többször megkérdőjelezte a tábornok alkalmasságát a Manhattan terv vezetésére. Groves felkérte Henry Stimson hadügyminisztert, hogy internáltassa Szilárdot, mint veszélyes ellenséges idegen állampolgárságú személyt, de Stimson ezt elutasította. Groves ekkor a Szövetségi Nyomozóirodát uszította Szilárdra azzal a váddal, hogy fontos titkokat ad át a náciknak. Szilárdot megfigyelés alá helyezték. Titkos jelentések tömege készült róla. Szilárd tisztában volt helyzetével, de nem tehetett ellene semmit. 1943-ban megkapta az amerikai állampolgárságot.

## A II. világháború után
Németország kapitulációja előtt Szilárd javaslatot terjesztett elő Roosevelt elnöknek, amelyben sürgette az atombomba használatának korlátozását. Roosevelt azonban meghalt, mielőtt a levelet megkaphatta volna. 1945 tavaszán Szilárd hatására tudósok egy csoportja elkészítette a Frank-jelentést, amely körvonalazta a nukleáris fegyverkezés veszélyeit. Ez a jelentés fellépett az atombombának a japán civil lakosság elleni bevetése ellen, helyette nem-katonai jellegű erődemonstrációt javasolt.
Szilárd megpróbálta megértetni, hogy nem egyszerűen egy újfajta fegyverről van szó. Amikor valami egyszerre ezres vagy tízezres szorzóval változik, az ember nem képes felfogni ennek hatását. Ilyen különbség van például egy gyalogos és egy szuperszonikus repülő sebessége között. Az atombombát eleinte csupán egy új fegyvernek tekintették, nem fogták fel annak katonai és társadalmi hatását. 1945 júliusában Szilárd petíciót küldött Truman elnöknek, amelyben kérte, ne dobjanak atombombát Japánra. Ezt a petíciót a Metallurgiai Laboratórium (Metallurgical Laboratory) 68 tudósa is aláírta. Szilárd elküldte Teller Edének is Los Alamosba, aki gyakran nem értett egyet Szilárddal, most azonban neki adott igazat. A Los Alamos-i kutatások vezetője, Robert Oppenheimer lebeszélte Tellert, hogy segítsen Szilárdnak. Azt állította, Szilárd visszaél tudományos tekintélyével, hiszen tudósként nem lehet elég tájékozott ebben az ügyben, és így nem hozhat teljesen objektív döntést. Groves tábornok, a Manhattan terv vezetője sem helyeselte a petíciót, amely véleménye szerint veszélyeztette a nemzetbiztonságot és leleplezte az atombomba létezését. A petíció soha nem jutott el Truman elnökhöz. 1945. augusztus 6-án ledobták az első atombombát Hirosimára, majd augusztus 9-én a másodikat Nagaszakira. Japán kapitulációja után Szilárd igyekezett megakadályozni a May-Johnson féle törvénytervezet elfogadását, amely megkísérelte az atomenergiát a hadsereg kezébe adni.
A háború után az atomreaktor szabadalmát Szilárd és Fermi kapta meg, amit tőlük az Egyesült Államok kormánya jelképes 1 dollárért vásárolt meg. Szilárdnak azonban nem volt ínyére ez a megoldás. Felajánlotta ingyen a szabadalmat, de a kormány fizetni akart érte, ha csak jelképesen is. Szilárd ekkor akkora összeget kért, amely valamelyest javított volna anyagi helyzetén, de a kormány ezt visszautasította.
Ezt követően Szilárd egyre aktívabban foglalkozott a politikával. Megpróbálta meggyőzni a politikusokat, hogy az atombomba legfőbb értéke csak az lehet, hogy megakadályozzák bevetését a háborúkban. Előadásaiban szót emelt a nukleáris fegyverzet ellenőrzése mellett. Elítélte a világhatalmak és az elit vezetés szerepét a nemzetközi tudományos kommunikáció terén. Számos ötletét H. G. Wells munkái inspirálták, amelyeket ifjú korában mohón olvasott. Wells „The World Set Free” (London, 1914; magyarul: A felszabadult világ) című könyve, melyben megjósolta az atomenergia-kutatást, már 1932-ben nagy hatást gyakorolt Szilárdra.
Albert Einsteinnel és más tudósokkal együtt 1946-ban megalapította az Atomtudósok Válságbizottságát (Emergency Committee of Atomic Scientists). Híres tudósokat sorakoztattak fel, akik hangoztatták, hogy az atombomba elkészítésének módja nem titok, bármelyik kormány hozzájuthat, de a bomba ellen nincs orvosság, nincs védelem, ezért azt nemzetközi ellenőrzés alá kell vonni. A „Bulletin of the Atomic Scientists” oldalain 1947-ben megjelent „Levél Sztálinhoz” című cikke, melyben felszólította a világ vezetőit, folytassanak nyílt eszmecserét az élesedő hidegháború csillapítása érdekében. Cikkeiben a békefolyamatról kiegyensúlyozott képet adott, nem hibáztatva sem az Egyesült Államokat, sem a Szovjetuniót a kialakult helyzetért. Amerikában kommunistaellenes hullám futott végig. Amikor a Szovjetunió 1949-ben végrehajtotta első kísérleti atomrobbantását, a hidegháború és a fegyverkezési verseny folyamata visszafordíthatatlannak látszott. Szilárd ekkor elfordult a politikától, és teljesen a biológiának szentelte magát. Úgy tűnt, nem akart többé a halállal kapcsolatos dolgokkal foglalkozni, csak az élet jelenségeit akarta kutatni.
1946. július 1-jével lemondott a Metallurgiai Laboratóriumban (Metallurgical Laboratory) és félállású biológiaprofesszor lett a Chicagói Egyetem Sugárbiológiai és Biofiziológiai tanszékén. Ugyanakkor félállásban tanácsadóként dolgozott az egyetem Társadalomtudományi Osztályán az atomenergia társadalmi szempontjainak kutatásán. Jellemző vonása Szilárdnak, hogy amikor elhatározta, hogy biológiával fog foglalkozni, akkor azt előbb alaposan meg akarta tanulni. New York államban Cold Springs Harborban évente nyáron rendeztek egy mikrobiológia szemináriumot, amin Szilárd rendszeresen részt vett. Itt Szilárd megtanult a baktériumokkal dolgozni, tápanyagot szaporítani, mikroszkóp alatt számolni, megismerte az E coli bacilusok, a bakteriofágok természetét.
Szilárdnak olyan elgondolásai voltak, mint amilyen addig senkinek, hiszen fizikai szemszögből közelített a biológia felé. 1948-ban Aaron Novickkal kezdett el dolgozni saját laboratóriumában a Chicagói Egyetemen és elkezdte kutatásait a nukleáris biológia területén. Együtt fejlesztették ki a chemosztátot, az eszközt, amely a baktériumtenyészetek növekedéséhez változatlan feltételeket biztosít. A tápanyag cirkuláltatásával stacionárius, vagyis időben nem változó állapotot hozott létre, ezzel mutációk keletkeztek, melyeket kiválasztott. Így mintegy az evolúció folyamatát valósította meg kémcsőben. A chemosztátot hosszabb ideig működtetve több száz mutáció állt elő, végül olyan baktériumokat tudott előállítani, amelyek egész sereg, a kiindulástól eltérő sajátságot mutattak. 1949-ben és 1950-ben számos cikkben jelentette meg kutatásai eredményét, mint például „Tapasztalatok a chemosztáttal baktériumok spontán mutációjával”, „Anti-mutánsok”, „Az öregedés természete”. Szilárd elmélete az öregedéssel és az emberi memóriára vonatkozó elméleteivel kapcsolatban jelentősen túlmutatott kutatásain és folyamatosan foglalkozott a témával élete hátralévő részében. Tudományos stílusához tartozott, hogy a bonyolultról először egy igen egyszerű modellt készített a rendszer leglényegesebb jellemzőit megtartva. Ehhez kitűnő képzelőereje és tehetsége volt.
Azonban nem sokáig tudta tétlenül nézni, ahogy a szuperhatalmak iszonyú mennyiségű fegyvert halmoznak fel. Az 1950-es évek végén Szilárd gondolatai inspirálták Albert Einsteint és Bertrand Russellt, hogy megszervezzenek egy nemzetközi konferenciát az érintett tudósok számára. Az első ilyen konferencia Pugwash-ban, (Új-Skóciában, Kanadában kapott helyet 1957-ben. Az ezt követő találkozók, melyek összefogták a világ tudósait, a Pugwash-konferencia nevet kapták. Nyilvánosan ellenezte a hidrogénbomba fejlesztését és Teller Edével, aki ennek a kutatásnak a vezetője volt, többször is éles vitába keveredett. Elmagyarázta, hogy az ilyen bomba kobaltbevonattal mennyire megnöveli a radioaktív szennyezést. Volt egy olyan elmélete is, amely szerint a hidrogénbomba csak oly módon lehet hatásos fegyver, ha a kutatási eredményeket és az implementációs megoldásokat is átadják a Szovjetuniónak.
Folytatta biológiai kutatásait, melyeket különböző állami intézmények finanszíroztak, mint a National Advisory Healt Council és az Office of Naval Research. Ugyanakkor különböző magánvállalatoknál tanácsadóként is dolgozott, s találmányait, mint például a folyadék-folyadék leválasztót a Podbielniak Ltd. használta fel.

### Elméleti biológia és politikai közvetítés
1953-ban bezárta laboratóriumát és elméleti biológusként kezdett dolgozni. Egyetemi évei alatt 1953–1954-ben biofizikai óraadó tanár volt a Brandeis Egyetemen. 1956-ban megkapta a biofizikai professzor címet a Chicagói Egyetem Enrico Fermi Nukleáris Tanszékén. Mikor Jacques Monod, a párizsi Pasteur Intézet professzora megkérdezte, hogyan vált fizikusból biológussá, ő így válaszolt: „Olyan érdekes a biológia, hát nincs igazam?”.
1954-ben Aaron Novickkel megtervezte a negatív visszacsatolású enzimműködés szabályozását, majd az American Academy of Arts and Sciences tagjává választották. 1958 után a nukleáris háború fenyegetettségének növekedésekor Szilárd politikai aktivitása ismét erősödött. Részt vett a második és a harmadik Pugwash-konferencia szervezésében, melyeket Kanadában és Ausztriában tartottak.
1959-ben publikálta öregedés-elméletét. Diagnosztizálta a hólyagrákot, amely betegségben maga is szenvedett. Felesége, Gertrud segítségével áttanulmányozta a szakirodalmat és módszereket dolgozott ki a betegség felszámolására. Két sugárkezelésen is átesett: 1960-ban és 1962-ben. Maga szervezte a radiológiai kezelést, ő számította ki a dózisokat. Betegségét is arra használta, hogy új gyógyászati eljárást dolgozzon ki: a rák radioterápiáját. A sugárkezelések során a New York City's Memorial Hospitalban Szilárd magnóra mondta életének eseményeit, többek közt feltárta a Manhattan tervben játszott szerepét. Számos interjút adott, és sok tévéműsorban vett részt, mert úgy érezte, már nincs sok ideje hátra. Azonban felgyógyult, ezen saját maga is meglepődött. Mindvégig úgy hitte, rákbetegsége csak átmenetileg szorult vissza, de a halála után végzett boncolás nem mutatott ki testében rákos elváltozást.
Ebben az időben Szilárd rengeteget írt. Javaslatokat tett a nukleáris kor túlélésének szabályaira a „How to Live with the Bomb and Survive” (1960) című munkájában. Novelláskötetet írt „A delfinek hangja” címmel (The Voice of the Dolphins – 1961). A címadó novellában egy nemzetközi delfinkutató intézet tudósai megfejtik a delfinek nyelvét, felismerik azok magas rendű intelligenciáját, és tolmácsolják a kormányaiknak a tőlük kapott meggyőző leszerelési javaslatokat. Csak miután a delfinek javaslata megvalósult, akkor derül ki a turpisság: nem is a delfinek, hanem az egymással szót értő tudósok dolgozták ki azt.
Egy másik szatirikus művében a tudomány túlszervezését gúnyolja ki. Kifejti, hogy ha a tudomány egyre gyorsabb fejlődése egyre nagyobb veszélybe sodorja a politikailag fejletlen emberiséget, akkor mit lehetne tenni a tudomány megállítása érdekében. Javaslata szerint a kutatásra nagyon sok pénzt kell adni, e pénz leadminisztrálására nagyon sok bizottságot kell szervezni. E bizottságok munkájába be kell vonni a tudósokat, és akkor idejük annyira szétforgácsolódik, hogy a tudomány fejlődése megáll, és az emberiség megmenekül saját magától. Novelláiért 1961-ben a Humán Irodalomtudományok tiszteletbeli doktorává avatták a Brandeis Egyetemen.
1959 októbere és 1961 októbere között tárgyalásokat folytatott a Szovjetunió miniszterelnökével, Nyikita Hruscsovval, akinél a berlini válság idején (amikor egyetlen éjszaka alatt felépítették a várost kettéválasztó falat) magánkihallgatáson járt. Szilárd megtudta, hogy Hruscsov nagyon szereti a borotvákat, ezért egy borotvát vitt neki ajándékba. Hruscsov elragadtatással szemlélte az ajándékot, ekkor Szilárd azt mondta: „De van egy kis probléma: a tartalékpengék. Megígérhetem, hogy amíg nem lesz háború, ellátjuk önt tartalékpengékkel”. Hruscsov mosolyogva így válaszolt: „Ha még egy háború lesz, soha többé nem fogok borotválkozni”. Szilárd javaslatot tett egy „Moszkva-Washington forródrót” felállítására, amely megkönnyítené vészhelyzetben is a kommunikációt a szuperhatalmak vezetői között. Ebben az évben az atomenergia békés felhasználásáért folytatott munkásságáért elnyerte a Washingtoni Tudományos Akadémia „Atommal a békéért” díját (Atoms for Peace Award). 1961-ben előadás-sorozatot kezdett, melynek során nyolc egyetemen és főiskolán járt. Első előadását 1961. november 17-én a Harvard Law School Forumon tartotta, „Are We On The Road of War?” címmel. Erőfeszítése nyomán létrejött az Élhető Világért Tanács (Council for a Liveable World), egy politizáló bizottság, amelynek tagjai bevételeik két százalékával támogatták a leszerelést hirdető politikusjelölteket.
John F. Kennedy elnök megválasztásakor Szilárd Washingtonba költözött a DuPont Plaza Hotelbe. Amióta elhagyta Magyarországot, sosem lelt otthonra, mindig albérletben, bérlakásokban, szállodákban lakott. „Bárcsak lettek volna gyökereim, de ha már nem lehettek, hát szárnyakat akartam,” emlékezett vissza egy BBC-nek adott interjúban.
1962-ben Párizsba utazott, hogy részt vegyen egy konferencián, amelynek témája a molekuláris biológia és a kibernetika. Sikertelenül próbált megszervezni egy közvetlen találkozót a szovjet és amerikai tisztségtisztviselők között, melyet ő „angyalprojektnek” (Angel Project) nevezett. A kubai rakétaválság idején (amikor az amerikai kormány fényképekkel bizonyította a Kubába telepített közép-hatótávolságú szovjet rakétatámaszpontok létezését), Genfbe repült, hogy személyes közbenjárásával elhárítsa a III. világháború fenyegető kitörését. Itt élő barátjának ezt mondta: „Atomháború lesz! Én vagyok az első amerikai menekült!” Tíz hónappal később megépítették a „forródrót”-ot, így egy telexgépen keresztül közvetlen összeköttetés jött létre a Fehér Ház és a Kreml között.
Az 1950-es évek végén ismerkedett meg Jonas Salkkal, a gyermekbénulás elleni oltóanyag felfedezőjével. Megtudta, hogy Salk olyan intézetet tervez, amelyben a biológusok kutatásaik társadalmi hatásait is tanulmányozhatják. Tevékenyen részt vett az intézet megalkotásában, és rábeszélte Salkot, hogy azt a kaliforniai La Jollában (San Diego közelében) építsék fel. 1963 júliusától Szilárd a La Jolla-i „Salk Biológiai Intézet” külső tagja lett, majd 1964 februárjában La Jollába költözött, és az egyetem belső tagjává vált. Ismét biofizikával kezdett foglalkozni. Egész életében egy ilyen munkahelyet keresett, élete során ez volt az első hely, ahol letelepedett és otthont teremtett.
Utolsó munkája egy tanulmány volt az emberi emlékezet szerkezetéről és felépítéséről. Halála előtt két nappal nagy lelkesedéssel újságolta Magyarországra készülő húgának, hogy nagy megelégedésére végzett ezzel a munkával. 1964. május 30-án álmában szívroham végzett vele. Emlékét őrzi többek között egy, a Holdon róla elnevezett kráter is.
Hamvainak egyharmada a Kerepesi temetőben, a Magyar Tudományos Akadémia parcellájában található, ahova 1998-ban helyezték. A második harmad Amerikában maradt, a harmadikat pedig az elhunyt kívánságára léggömbbel szélnek eresztették.

## Jellemzése

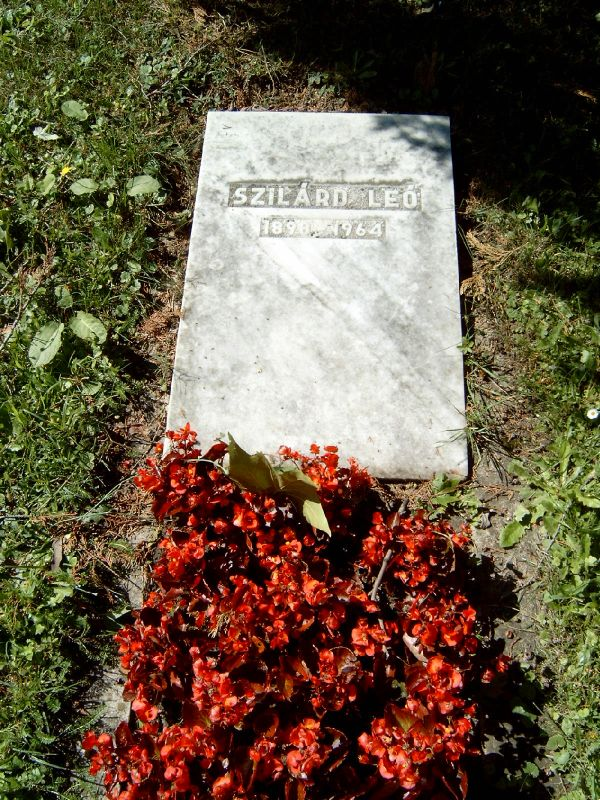
Szilárd Leó sírja Budapesten. Kerepesi temető: 27. MTA.

A középtermetűnél alacsonyabb volt; mindössze 167 cm. Piknikus alkata és mozgásszegény életmódjának hatására harmincas éveinek második felére „értelemtől és szellemességtől csillogó szemű, alacsony, kövér emberkévé” terebélyesedett, „aki úgy bővelkedik az ötletekben, mint egy maori főnök feleségekben” – legalábbis így jellemezte őt Jacque Monod francia biokémikus, akivel 1934-ben ismerkedett össze. Haja sokáig sötét és hullámos maradt; arca (mielőtt kikerekedett volna) keskeny, eleven és kifejező; ajka telt, a szeme sötét. A fényképeken igyekezett kedvesnek látszani. „Gyermekkoromban két dolog érdekelt: a fizika és a politika, de soha nem gondoltam, hogy e két terület valaha kapcsolatba kerül egymással. Valószínűleg politikai tájékozottságomnak köszönhetem, hogy életben maradtam, s a fizikának köszönhetem, hogy érdekes az életem” – emlékezett vissza később.
Világéletében (egészen La Jolláig) bérelt szobákban lakott és bőröndből öltözködött. Még amikor a Vilmos Császár Fizikai Intézetbe kerülve beköltözött annak Harnack Haus nevű vendégházába, akkor is útra készen, becsomagolva álltak bőröndjei, ő pedig a keze ügyében tartotta kulcsaikat. – „Ha a dolgok rosszabbra fordultak, egyszerűen csak rá kellett fordítanom a kulcsokat, és már indulhattam is” – mondta erről. Ezért aztán amikor Hitler hatalomra jutása után Julius Streicher meghirdette a zsidó üzletek bojkottját és megkezdődtek a pogromok, Szilárd távozott az országból. – „1933. április 1. körül valamelyik nap felszálltam egy Bécsbe induló vonatra – írta erről. – A vonat üres volt. Másnap ugyanezen a vonaton már egymást tiporták az emberek, a szerelvényt a határon feltartóztatták, az utasokat leszállították, és a nácik mindenkit kihallgattak. Ez csak azt mutatja, hogy ha az ember sikeres akar lenni ebben a világban, nem kell sokkal okosabbnak lennie másoknál. Elég, ha csak egy nappal jár előttük.”
Egészen kivételes képességű és mélyen gondolkodó megfigyelő volt. Wigner Jenő így jellemezte: „Hosszú életemben, amit tudósok között töltöttem el, soha nem találkoztam senkivel, akiben több lett volna a képzelőerő és az eredetiség, akinek a gondolkodása és a véleménye annyira önálló lett volna, mint Szilárd Leóé. Amikor ezt mondom, kérem, gondoljanak arra, hogy Albert Einsteint is jól ismertem”.
Igen energikus kutató volt, aki David Hawkins szerint naponta legalább húsz új ötlettel állt elő, amelyek igen képtelenül hangzottak, de ha havonta legalább egy igazán használható akadt közülük, akkor ez igazán nagy teljesítmény. Megrögzött agglegény volt, akit sokáig el sem tudtak házas embernek képzelni. 1951-ben mégis megházasodott, amikor Amerikában újra találkozott régi ismerősével, Gertrud Weiss-szel. Házasságot kötöttek, de továbbra is külön éltek. Gertrud Denverben, az orvosi egyetemen tanított, Szilárd munkahelye pedig Chicagóban volt, de úgy, hogy közben egy szállodában lakott New Yorkban. Igen boldogok voltak együttlétük rövid időszakaiban, de önálló életüket nem adták fel. Csak életük utolsó szakaszában, La Jollában költöztek össze.
Szilárd sokat segített másokon. Húga szerint nem volt igazán jó testvér, de amikor a férje megbetegedett, a világ másik végéről utazott oda, és anyagilag segített rajtuk – miközben fennen hangoztatta, hogy ezt nem a sógoráért, hanem egyszerűen egy emberért teszi. Amikor David Hawkins politikai nézetei miatt anyagi nehézségekkel küszködött, Szilárd – aki nem értett vele egyet – először megpróbálta meggyőzni, majd amikor ez nem sikerült, titokban komoly összeget hagyott egy közös barátjuknál arra az esetre, ha Hawkins komolyan megszorulna.
Szilárdra jellemző, ahogyan Theodore Puck indokolta, hogy ígéretével miért nem ajánl neki állást Denverben. „Az Ön intellektusa annyival hatalmasabb az enyémnél, hogy amikor Önnel vagyok, nem tudok ellenállni annak a polarizáló erőnek, amelyet az Ön gondolkodása gyakorol rám. Attól félek, hogy kreatív gondolkodásom meggyengülne, és produktivitásom is kárt szenvedne, ha folyamatosan együtt dolgoznánk.”
Francis Crick, a DNS szerkezetének és szerepének Nobel-díjas megfejtője jegyzett fel egy történetet: Enrico Fermit sok minden érdekelte, így az élet eredete is. Egyszer baráti társaságban ezt mondta: „A Tejútrendszerben van legalább százmilliárd csillag, többé-kevésbé olyanok, mint a Nap. Sokuk körül bolygók keringenek, egyeseken folyékony víz is előfordul. A vízben a csillagfény hatására kémiai vegyületek szintézise indul meg, az óceánból langyos tápláló leves válik. Ebből az erőlevesből önreprodukáló struktúrák táplálkoznak. A természetes kiválasztódás belőlük mind fejlettebb, komplexebb lényeket hoz létre. Civilizációk kelnek életre, velük tudomány és technika. Újabb és újabb bolygókat keresnek fel ezek az értelmes lények, bejárva az egész Tejútrendszert. Ezeknek a rendkívül okos lényeknek a figyelmét aligha kerülheti el egy olyan szép bolygó, mint a Föld. De hát akkor hol vannak?” A kérdésre a jelenlévő Szilárd Leó rögtön válaszolt: „Itt vannak közöttünk. Kicsit furcsa az angol kiejtésük. Magyaroknak mondják magukat.”
Legendás volt rámenős kapcsolatteremtő és -építő tevékenysége. Többnyire befolyásos ismerőseinek hálózatán át próbálta befolyásolni a politikai eseményeket; személyesen – mint az atombomba megépítése vagy a kubai rakétaválság megoldása érdekében – csak akkor exponálta magát, amikor a helyzet végképp kritikusnak látszott. Alice K. Smith tudománytörténész szerint Szilárd egyike annak az öt embernek, akik az utóbbi száz évben a legtöbbet tették azért, hogy korunk megváltozzon. A másik négy Lincoln, Gandhi, Hitler és Churchill.
Több világnyelven is beszélt – mint mondta, azért, mert első nevelőnőjétől németül tanult, a másodiktól franciául. Angol beszédén élete végéig érződött magyar akcentusa. Gondolkodására, világnézetére erősen hatottak H. G. Wells írásai; kiemelten a „A nyílt összeesküvés” „(The Open Conspiracy)” című tanulmány. 1929-ben el is utazott Londonba, hogy megismerkedjen az íróval, és megszerezze művei közép-európai kiadásainak jogait.

## Emlékezete
- A Hold túlsó oldalán egy holdkráter[16] viseli a nevét.
- Az 1999. október 24-én két magyar csillagász (Sárneczky Krisztián és Szabó Gyula) által fölfedezett kisbolygót Szilárd Leóról nevezték el (38442 Szilárd).[17]
- A Manhattan-projektről szóló "A Nap" (Day One, 1989) c., Emmy-díjas filmben alakja főszereplőként tűnik fel.[18]
- Az Amerikai Fizikusok Társasága róla nevezett el egy díjat.[19]
- A Magyar Nukleáris Társaság Szilárd Leó Díja.[20]
- Szilárd Leó professzori ösztöndíj.
- A 2023-ban bemutatott Oppenheimer című filmben Haumann Máté alakítja Szilárd Leót.

## Fantasztikus irodalmi művei
- Jelentés a Central-pályaudvarról. In: Kalandok a világűrből (Bp., 1965)
- A delfinek hangja; ford. Mente Éva; Kairosz, Bp., 2005